# Jan Henry Olsen
 Der er for få eller ingen kildehenvisninger i denne artikel, hvilket er et problem. Du kan hjælpe ved at angive troværdige kilder til de påstande, som fremføres i artiklen.

Jan Henry Tungeland Olsen (født 20. august 1956 i Bergen, død 10. juli 2018) var en norsk politiker (Ap). Han var Norges fiskeriminister fra 4. september 1992 til 25. oktober 1996.
Olsen tog studentereksamen fra handelsgymnasiet i Tromsø i 1976. Siden studerede han jura, samfundsvidenskab og socialøkonomi på Universitetet i Tromsø fra 1976 til 1982. Parallelt med studierne arbejdede han som journalist i Andøya Avis, Nordlys og NRK. I 1983-84 arbejdede han som videnskabelig assistent ved Universitetet i Tromsø. I 1984 fik han job som økonomikonsulent i Fiskeindustriens Landsforening, et job han havde til han i 1986 blev administrerende sekretær i Troms Fiskarfylking. Fra 1990 var han informationschef i Norsk Hydro, men han sluttede der, da han i 1991 blev fylkeborgmester i Troms Fylke. 
Efter tiden som fiskeriminister arbejdet Olsen som seniorkonsulent. I 1997 blev han direktør for Biosoft AS. Den stilling havde han, indtil han blev administrerende direktør i Tromsø Idrettslag i 2003. I 2005 blev han projektmedarbejder i NorthNorway i Bruxelles. Da projektet var slut, blev han specialrådgiver i Storebrand.
Olsen blev i en alder av bare 51 diagnosticeret med Alzheimers sygdom.

## Politisk karriere
Olsen blev valgt til Troms Fylkesting i 1983 mens han var leder af Troms AUF. Posten havde han til han blev fiskeriminister, fra 1991 var han fylkesborgmester. Som fylkespolitiker var han også leder for fylkesskolestyret, ligestillingsudvalget og plan- og erhvervsudvalget. I 2002 blev han valgt til medlem af Universitetet i Tromsøs bestyrelse. 
I 1998 blev han medlem af Arbeiderpartiets Europaudvalg, en post han havde i to år, og da han sluttede som fiskeriminister, blev han leder af partiets ad hoc-udvalg om fiskeripolitik.